# Watanabeopetalia atkinsoni
Watanabeopetalia atkinsoni – gatunek ważki z rodziny Chlorogomphidae. Występuje w południowej i południowo-wschodniej Azji; stwierdzony w północnych i północno-wschodnich Indiach (stany Uttar Pradesh, Asam, Meghalaya, Bengal Zachodni), Nepalu i północno-zachodniej Tajlandii (prowincja Chiang Mai); być może występuje też w Mjanmie, Bhutanie i południowych Chinach (w prowincji Junnan i Tybecie). Opisał go Edmond de Sélys Longchamps w 1878 roku w oparciu o pojedynczy okaz samicy; nowemu gatunkowi nadał nazwę Orogomphus atkinsoni.